# Stenoschmidtia brevivalvatus
Stenoschmidtia brevivalvatus is een rechtvleugelig insect uit de familie Euschmidtiidae. De wetenschappelijke naam van deze soort is voor het eerst geldig gepubliceerd in 1896 door Karsch.